# 岡櫟仙院
岡 櫟仙院（おか れきせんいん、文化12年（1815年） - 明治26年（1893年）10月12日）は、江戸時代末期の幕府医官。明治初期の宮中侍医。名は鳳、通称は良允。号は桐蔭。徳川家定晩年の主治医。

## 人物
岡氏は代々幕府に仕えた医家で、祖父にあたる節斎も「櫟仙院」を名乗っている。
幕府医師・小川氏に生まれ、同僚である岡氏の養子となる。天保6年（1835年）、西の丸奥医師となり法眼に叙任。嘉永元年（1848年）、家督を継ぐ。安政4年（1857年）、法印となり櫟仙院と号す。翌安政5年（1858年）7月、将軍家定の脚気の悪化による急変の責任を問われ、奥医師解任、隠居、謹慎。奥詰医師の職にあった子息・良節も連座し、奥詰医師解任、小普請入り、家禄（世襲禄）も100俵を削られる。同じく奥医師であった実兄・小川汶庵も翌月には寄合医師に遷された。万延元年（1860年）9月、謹慎は解除される。
明治に入り浅田宗伯・今村亮らとともに宮中侍医を勤め、嘉仁親王（のちの大正天皇）らの治療にあたったが、明治17年（1884年）6月に退任。名前の類似から混乱が見られるが、明治天皇の侍医・岡玄卿とは別人である。
明治26年（1893年）に没したが、あとを継いだ孫の岡麓（本名・三郎）はアララギ派の著名な歌人である。なお岡氏累代の墓所は駒込高林寺である。

## エピソード
- オランダ船スンビン号（観光丸）試乗問題で栗本鋤雲を陥れたとの説がある。
- 徳川斉昭ら一橋派の指図で、将軍徳川家定に毒をもったという嫌疑をかけられたことがある。
- 若き日の浅田宗伯の訪問を受けた際、門前払いにしたが、後年宗伯に推薦されて宮中侍医になったという。